# Tersky (huyện)
Huyện Tersky (tiếng Nga: ? райо́н) là một huyện hành chính tự quản (raion), của Kabardin-Balkar, Nga. Huyện có diện tích 893 kilômét vuông, dân số thời điểm ngày 1 tháng 1 năm 2000 là 50300 người. Trung tâm của huyện đóng ở Terek.